# Almost Family
Almost Family je americký dramatický televizní seriál natočený podle australského seriálu Sisters. Jeho tvůrkyní je Annie Weisman. Hlavní role hrají Brittany Snow, Megalyn Echikunwoke, Emily Osment, Mo McRae, Mustafa Elzein, Victoria Cartagena a Timothy Hutton. První řada měla premiéru dne 2. října 2019 na stanici Fox. V březnu 2020 stanice seriál po odvysílání první řady zrušila.

## Obsazení
- Brittany Snow jako Julia Bechleyo
- Megalyn Echikunwoke jako Edie Palmer: Juliina kamarádka z dětství a jedna z nevlastních sester. Je právničkou.
- Emily Osment jako Roxy Doyle: bývalá gymnastka a jedna z nevlastních sester Julie.
- Mo McRae jako Tim Moore: manžel Edie, obhájce a bývalý přítel Julie.
- Mustafa Elzein jako Isaac Abadi: zaměstnanec kliniky Bechley.
- Victoria Cartagena jako Amanda: žena, se kterou Edie podvádí svého manžela.
- Timothy Hutton jako Leon Bechley: doktor a otec Julie.

## Seznam dílů
| Č. v řadě | Původní název    | Režie                      | Scénář                            | Premiéra v USA     |
| --------- | ---------------- | -------------------------- | --------------------------------- | ------------------ |
| 1         | Pilot            | Leslye Headland            | Annie Weisman                     | 2. října 2019      |
| 2         | Related AF       | Randy Zisk                 | Annie Weisman                     | 9. října 2019      |
| 3         | Notorious AF     | Jonathan Brown             | Ian Deitchman & Kristin Robinson  | 16. října 2019     |
| 4         | Fake AF          | Michael Weaver             | Ellen Fairey                      | 13. listopadu 2019 |
| 5         | Risky AF         | Kellie Cyrus               | Joshua Allen                      | 20. listopadu 2019 |
| 6         | Kosher AF        | Tricia Brock               | Michelle Lirtzman                 | 27. listopadu 2019 |
| 7         | Thankful AF      | Catalina Aguilar Mastretta | Abdi Nazemian                     | 28. listopadu 2019 |
| 8         | Fertile AF       | Peter Sollett              | Annie Weisman                     | 11. prosince 2019  |
| 9         | Rehabilitated AF | Arlene Sanford             | Ian Deitchman a Kristin Robinson  | 1. ledna 2020      |
| 10        | Courageous AF    | Tim Bellen                 | Zina Camblin                      | 8. ledna 2020      |
| 11        | Generational AF  | Linda Mendoza              | Ellen Fairey                      | 15. ledna 2020     |
| 12        | Permanent AF     | Kimberley McCullough       | Joshua Allen                      | 22. února 2020     |
| 13        | Expectant AF     | Randy Zisk                 | Annie Weisman a Michelle Lirtzman | 22. února 2020     |

## Produkce

### Vývoj
Dne 16. října 2018 stanice Fox oznámila výrobu pilotního dílu nového seriálu s názvem Sisters. Scénář k pilotu napsala Annie Weisman. Produkční společnosti zahrnuté do natáčení pilotního dílu byly Universal Television a Fox Entertainment. Dne 13. února 2019 byla oficiálně objednána produkce pilotního dílu.
Dne 9. května 2019 stanice objednala první řadu seriálu. O několik dní později bylo oznámeno, že název seriálu byl změněn na Not Just Me. Den nato bylo oznámeno, že seriál bude mít premiéru na podzim roku 2019. V červnu 2019 stanice Fox opět změnila název a to na Almost Family.  První řada měla premiéru dne 2. října 2019. V březnu 2020 stanice seriál po odvysílání první řady zrušila.

### Casting
V únoru 2019 bylo oznámeno, že herečky Brittany Snow a Megalyn Echikunwoke byly obsazeny do hlavních rolí. V březnu 2019 se k obsazení seriálu připojily Emily Osment a Victoria Cartagena.

## Vydání
Dne 13. května 2019 stanice Fox zveřejnila první oficiální trailer.